# Mycoplana
Mycoplana ist eine Gattung der Bakterien. Sie zählt zu den gramnegativen Bakterien. Mycoplana kommt im Boden vor.

## Merkmale

### Erscheinungsbild
Die Zellen sind leicht gekrümmte oder unregelmäßig geformte Stäbchen. Anfangs können die Zellen Filamente bilden, die auch verzweigt sein können. Nach einiger Zeit zerfallen die Filamente in unregelmäßige Stäbchen. Der Durchmesser der einzelnen, stäbchenförmigen Zellen von der Art Mycoplana ramosa liegt im Bereich von 0,5–0,8 µm bei einer Länge von 2,0–3,0 µm. Mycoplana ist durch eine peritriche Begeißelung beweglich (motil). Sporen werden nicht gebildet. Die Gram-Färbung verläuft negativ.
Auf festen Nährböden wachsen die Zellen zu Kolonien heran, diese weisen eine weiße bis hellgelbe Färbung auf.

### Wachstum und Stoffwechsel
Der Stoffwechsel von Mycoplana ist aerob, d. h. die Vertreter der Gattung können sich nur vermehren, wenn Sauerstoff vorhanden ist. Es wird keine Gärung durchgeführt. Eine Photosynthese findet nicht statt, die Gattung ist heterotroph. Der Katalase- und der Oxidase-Test fällt positiv aus. Der pH-Wert für bestes Wachstum liegt bei 6,0–8,0, die optimale Temperatur für die Inkubation beträgt 30 °C. Mycoplana toleriert keine größeren Mengen an Natriumchlorid (NaCl) im Nährmedium, bereits bei einem Gehalt von 3 % NaCl erfolgt kein Wachstum mehr.
Die Vertreter der Gattung besitzen das Enzym Urease und können daher Harnstoff abbauen. Sie können verschiedene Aminosäuren und Pepton als Stickstoffquelle nutzen. Sie sind nicht in der Lage, Gelatine oder Stärke durch Hydrolyse abzubauen. Nitrat wird nicht zu Nitrit reduziert. Schwefelwasserstoff (H2S) wird nicht gebildet, ebenso wenig wird Indol gebildet (negativer Indol-Test). Auch die Methylrot-Probe fällt negativ aus. Hingegen ist der Voges-Proskauer-Test zum Nachweis auf Acetoinbildung positiv. Mycoplana erzeugt Körnchen von Poly-β-Hydroxybutyrat, diese Granula im Zytoplasma dienen als Speicherstoff.
Im Rahmen des chemoorgano-heterotrophen Stoffwechsels können Mycoplana-Arten verschiedene Kohlenhydrate oxidativ als Kohlenstoff- und Energiequelle nutzen, dazu gehören u. a. die Monosaccharide L-Arabinose, D-Fructose, D-Galactose, D-Glucose, D-Mannose und D-Xylose. Auch die Zuckeralkohole Glycerin (Glycerol), D-Mannitol und D-Sorbitol werden unter Säurebildung verwertet. Kohlenhydrate, die nicht unter Säurebildung abgebaut werden, sind beispielsweise die Disaccharide Lactose, Maltose, Saccharose und Trehalose. Bei den getesteten Zuckeralkoholen erfolgt keine Säurebildung bei myo-Inositol.

### Chemotaxonomische Merkmale
Mycoplana enthält Ubichinon-10 (Q-10) als das Haupt-Ubichinon. Der GC-Gehalt (der Anteil der Nukleinbasen Guanin und Cytosin) in der Bakterien-DNA liegt zwischen 63 und 68 Mol-Prozent.
Die in den Membranlipiden vorkommenden Fettsäuren sind Moleküle mit einer geraden Zahl von Kohlenstoffatomen und keiner Verzweigung in der Kohlenstoffkette. Hauptsächlich kommt eine ungesättigte Octadecensäure (eine Fettsäure mit einer Doppelbindung, kurz als C18:1 beschrieben) vor, allerdings ist in der Gattungsbeschreibung nicht aufgeführt, um welche Fettsäure es sich genau handelt, da die Position der Doppelbindung nicht angegeben ist (vergleiche Liste von Fettsäuren und kürzeren Monocarbonsäuren). Der Anteil der Fettsäure C18:1 liegt zwischen 67,9 und 76,5 %. Weiterhin kommen noch eine ungesättigte Hexadecensäure (als C16:1 beschrieben) und die gesättigte Fettsäure Hexadecansäure (Palmitinsäure, enthält keine Doppelbindung, Abkürzung C16:0) in größeren Mengen vor. Weiterhin bemerkenswert ist das Vorkommen einer Fettsäure mit einer Hydroxygruppe, es handelt sich um 3-Hydroxytetradecansäure (Abkürzung 3-OH-C14:0), ihr Anteil liegt bei 1,1–2,5 %.

### Pathogenität
Die Arten M. dimorpha und M. ramosa sind nicht pathogen („krankheitserregend“), sie werden durch die Biostoffverordnung in Verbindung mit der TRBA (Technische Regeln für Biologische Arbeitsstoffe) 466 der Risikogruppe 1 zugeordnet.

## Systematik
Mycoplana zählt zu der Familie der Brucellaceae, welche zu der Klasse der Alphaproteobacteria gestellt wird. Ursprünglich wurde Mycoplana – trotz der negativen Gram-Färbung – zu den Actinobacteria gerechnet und zunächst der Familie Mycobacteriaceae zugeordnet. 1957 erfolgte die Zuordnung zur Familie Pseudomonadaceae. Erst phylogenetische Untersuchungen von 2001 zeigten eine Verwandtschaft der Gattung mit der damals als „Rhizobia“ bezeichneten Gruppe von Bakterien, zu der unter anderem die Gattungen Rhizobium und Agrobacterium gezählt wurden. Als Ergebnis werden sie gemeinsam in die Ordnung der Rhizobiales gestellt, allerdings in verschiedenen Familien.
Die beiden, ursprünglich zur Gattung gestellten Arten Mycoplana bullata, von Gray und Thornton im Jahr 1928 erstbeschrieben, und Mycoplana segnis, von Urakami et al. im Jahr 1990 beschrieben, wurden innerhalb der Systematik umgestellt. M. bullata wird nun zu der Gattung Brevundimonas gestellt, M. segnis zu Caulobacter. Zu der Gattung Mycoplana werden aktuell (Dezember 2015) zwei Arten gestellt:
- Mycoplana dimorpha Gray & Thornton 1928 (die Typusart)
- Mycoplana ramosa Urakami et al. 1990

## Etymologie
Der Gattungsname Mycoplana setzt sich aus den beiden Wörtern mykos („Pilz“) und planos (griechisch für „wandernd“) zusammen. Er bezieht sich auf die Beweglichkeit und die Ähnlichkeit mit Pilzen (die Gattung erzeugt Filamente, was Pilze auch tun).

## Vorkommen und Bedeutung
Bei Mycoplana handelt es sich um Bakterien, die im Boden vorkommen. Mit ihren verzweigten Filamenten ähneln sie den Vertretern der Gattungen Streptomyces oder Rhodococcus. Diese sind ebenfalls Bodenbakterien, gehören jedoch zu der Ordnung der Actinomycetales, dabei handelt es sich um grampositive Bakterien. In der Erstbeschreibung von Gray und Thornton wird auf die Fähigkeit der Bakterien hingewiesen, im Boden Rückstände von aromatischen Verbindungen abzubauen.